# Brother Act.
Brother Act. – drugi album studyjny południowokoreańskiej grupy BtoB, wydany 16 października 2017 roku przez Cube Entertainment. Płytę promował utwór „Missing You” (kor. 그리워하다). Sprzedał się w nakładzie 105 326 egzemplarzy w Korei Południowej (stan na maj 2018).

## Lista utworów
| CD  | CD                                                                  | CD                                                                  | CD                                     | CD                        | CD      |
| Nr  | Tytuł utworu                                                        | Tekst                                                               | Kompozycja                             | Aranżacja                 | Długość |
| --- | ------------------------------------------------------------------- | ------------------------------------------------------------------- | -------------------------------------- | ------------------------- | ------- |
| 1.  | „Prelude: Haru” (kor. Prelude: 하루)                                |                                                                     | Im Hyun-sik                            |                           | 0:59    |
| 2.  | „Geuriwohada” (kor. 그리워하다, ang. Missing You)                   | Im Hyun-sik, EDEN, Lee Min-hyuk, Jung Il-hoon, Peniel               | Im Hyun-sik, EDEN                      | Im Hyun-sik, EDEN         | 3:56    |
| 3.  | „My Lady”                                                           | Jung Il-hoon, IL, Lee Min-hyuk, Peniel                              | Jung Il-hoon, IL                       | Jung Il-hoon, IL          | 4:06    |
| 4.  | „Saeppalgan geojismal” (kor. 새빨간 거짓말, ang. Red Lie)           | Seo Jae-woo, Ferdy, Im Hyun-sik, Lee Min-hyuk, Jung Il-hoon, Peniel | Seo Jae-woo, Ferdy, Im Hyun-sik        | Seo Jae-woo, Ferdy        | 3:29    |
| 5.  | „sinbaram” (kor. 신바람, ang. Blowin' Up)                           | Seo Jae-woo, Im Hyun-sik, Lee Min-hyuk, Jung Il-hoon, Peniel        | Seo Jae-woo, Im Hyun-sik, Jung Il-hoon | Seo Jae-woo               | 3:57    |
| 6.  | „Interlude: Brother Act.”                                           |                                                                     |                                        |                           | 2:19    |
| 7.  | „Nanana” (kor. 나나나)                                              | Big Sancho, Jo Sung-ho, Lee Min-hyuk, Jung Il-hoon, Peniel          | Big Sancho, Jo Sung-ho                 | Big Sancho, Jo Sung-ho    | 3:28    |
| 8.  | „kkume” (kor. 꿈에, ang. Dreaming)                                  | Son Young-jin, Jo Sung-ho, Lee Min-hyuk, Jung Il-hoon, Peniel       | Son Young-jin, Jo Sung-ho              | Son Young-jin, Jo Sung-ho | 3:34    |
| 9.  | „Guitar (Stroke of Love)”                                           | Lee Min-hyuk, Jung Il-hoon, Peniel                                  | Lee Min-hyuk, Yang Seung-wook, DJ AIN  | Yang Seung-wook, DJ AIN   | 3:34    |
| 10. | „Ibyeoleul mannada” (kor. 이별을 만나다, ang. Running Into Breakup) | Son Young-jin, Jo Sung-ho, Lee Min-hyuk, Jung Il-hoon, Peniel       | Son Young-jin, Jo Sung-ho, Im Hyun-sik | Son Young-jin, Jo Sung-ho | 3:53    |
| 11. | „Fly Away”                                                          | Jung Il-hoon, IL, Lee Min-hyuk, Peniel                              | Jung Il-hoon, IL                       | Jung Il-hoon, IL          | 3:38    |
| 12. | „Finale: Urideului konseoteu” (kor. Finale: 우리들의 콘서트)        | Jo Sung-ho, Ferdy, Lee Min-hyuk, Jung Il-hoon, Peniel               | Jo Sung-ho, Ferdy                      | Jo Sung-ho, Ferdy         | 4:00    |
| 13. | „Soksakim” (kor. 속삭임) (CD Only)                                  |                                                                     | Im Hyun-sik, EDEN                      | Kang Dong-ha              |         |
|     |                                                                     |                                                                     |                                        |                           | 40:53   |

## Notowania
| Lista                    | Pozycja |
| ------------------------ | ------- |
| Gaon Weekly Album Chart  | 4       |
| Gaon Monthly Album Chart | 8       |
| Gaon Yearly Album Chart  | 32      |
| Five Music (Tajwan)      | 6       |
| Billboard World Albums   | 14      |